# Bundestagswahlkreis Annaberg – Stollberg – Zschopau
Der Bundestagswahlkreis Annaberg – Stollberg – Zschopau war von 1990 bis 2002 ein Wahlkreis in Sachsen. Er besaß die Nummer 325 und umfasste die Landkreise Annaberg, Stollberg und Zschopau. Im Rahmen der Wahlkreisreform von 2002, bei der die Anzahl der Wahlkreise in Sachsen von 21 auf 17 reduziert wurde, wurde das Gebiet des Wahlkreises auf die Wahlkreise Annaberg – Aue-Schwarzenberg und Chemnitzer Land – Stollberg aufgeteilt.
Das Direktmandat wurde stets vom Kandidaten der CDU gewonnen, zuletzt von Günter Baumann.

## Bundestagswahl 1998
| Kandidaten                     | Kandidaten                  | Parteien/Listen     | Erststimmen | Erststimmen | Zweitstimmen | Zweitstimmen |
| Kandidaten                     | Kandidaten                  | Parteien/Listen     | Stimmen     | %           | Stimmen      | %            |
| ------------------------------ | --------------------------- | ------------------- | ----------- | ----------- | ------------ | ------------ |
|                                | Günter Baumanngewählt im WK | CDU                 | 53.102      | 40,2        | 48.930       | 36,8         |
|                                | Rolf Höfer                  | SPD                 | 43.070      | 32,6        | 37.068       | 27,9         |
|                                | Klaus Tischendorf           | PDS                 | 19.967      | 15,1        | 23.094       | 17,4         |
|                                | Ralf Kerpstein              | GRÜNE               | 4.415       | 3,3         | 4.129        | 3,1          |
|                                | Thomas Wohlgemuth           | F.D.P.              | 3.831       | 2,9         | 4.500        | 3,4          |
|                                | −                           | BüSo                | –           | –           | 102          | 0,1          |
|                                | Wolfgang Reichel            | BFB – Die Offensive | 3.309       | 2,5         | 1.364        | 1,0          |
|                                | –                           | Chance 2000         | –           | –           | 321          | 0,2          |
|                                | –                           | DVU                 | –           | –           | 3.186        | 2,4          |
|                                | –                           | GRAUE               | –           | –           | 369          | 0,3          |
|                                | Wilfried Müller             | REP                 | 4.483       | 3,4         | 3.196        | 2,4          |
|                                | –                           | Pro DM              | –           | –           | 4.033        | 3,0          |
|                                | −                           | NPD                 | –           | –           | 1.343        | 1,0          |
|                                | –                           | ödp                 | –           | –           | 119          | 0,1          |
|                                | −                           | PBC                 | –           | –           | 1.061        | 0,8          |
| Gesamt                         | Gesamt                      | Gesamt              | 132.177     | 100         | 132.815      | 100          |
|                                |                             |                     |             |             |              |              |
| Ungültige Stimmen              | Ungültige Stimmen           | Ungültige Stimmen   | 3.115       | 2,3         | 2.477        | 1,8          |
| Wähler                         | Wähler                      | Wähler              | 135.292     | 84,6        | 135.292      | 84,6         |
| Wahlberechtigte                | Wahlberechtigte             | Wahlberechtigte     | 159.942     |             | 159.942      |              |
|                                |                             |                     |             |             |              |              |
| Quellen: Der Bundeswahlleiter, |                             |                     |             |             |              |              |

## Bundestagswahl 1994
| Kandidaten                    | Kandidaten                      | Parteien/Listen   | Erststimmen | Erststimmen | Zweitstimmen | Zweitstimmen |
| Kandidaten                    | Kandidaten                      | Parteien/Listen   | Stimmen     | %           | Stimmen      | %            |
| ----------------------------- | ------------------------------- | ----------------- | ----------- | ----------- | ------------ | ------------ |
|                               | Wolfgang Engelmanngewählt im WK | CDU               | 63.908      | 54,4        | 61.411       | 51,9         |
|                               | –                               | SPD               | 35.216      | 30,0        | 30.170       | 25,5         |
|                               | –                               | PDS               | 13.980      | 11,9        | 14.601       | 12,3         |
|                               | –                               | GRÜNE             | –           | –           | 4.112        | 3,5          |
|                               | –                               | F.D.P.            | 4.445       | 3,8         | 4.430        | 3,7          |
|                               | –                               | GRAUE             | –           | –           | 451          | 0,4          |
|                               | –                               | REP               | –           | –           | 1.986        | 1,7          |
|                               | –                               | MLPD              | –           | –           | 42           | 0,0          |
|                               | –                               | ÖDP               | –           | –           | 191          | 0,2          |
|                               | –                               | PBC               | –           | –           | 869          | 0,7          |
| Gesamt                        | Gesamt                          | Gesamt            | 117.549     | 100         | 118.263      | 100          |
|                               |                                 |                   |             |             |              |              |
| Ungültige Stimmen             | Ungültige Stimmen               | Ungültige Stimmen | 1.986       | 1,7         | 1.272        | 1,1          |
| Wähler                        | Wähler                          | Wähler            | 119.535     | 75,4        | 119.535      | 75,4         |
| Wahlberechtigte               | Wahlberechtigte                 | Wahlberechtigte   | 158.515     |             | 158.515      |              |
|                               |                                 |                   |             |             |              |              |
| Quellen: Der Bundeswahlleiter |                                 |                   |             |             |              |              |

## Bundestagswahl 1990
| Kandidaten                  | Kandidaten                      | Parteien/Listen   | Erststimmen | Erststimmen | Zweitstimmen | Zweitstimmen |
| Kandidaten                  | Kandidaten                      | Parteien/Listen   | Stimmen     | %           | Stimmen      | %            |
| --------------------------- | ------------------------------- | ----------------- | ----------- | ----------- | ------------ | ------------ |
|                             | Wolfgang Engelmanngewählt im WK | CDU               | 70.896      | 54,8        | 70.339       | 54,0         |
|                             | Heinz Wittig                    | SPD               | 20.071      | 15,5        | 20.945       | 16,1         |
|                             | Christian Bujack                | PDS               | 8.502       | 6,6         | 8.055        | 6,2          |
|                             | Andreas Steiner                 | DSU               | 7.110       | 5,5         | 4.008        | 3,1          |
|                             | Peter Jubel                     | F.D.P.            | 13.712      | 10,6        | 17.206       | 13,2         |
|                             | Dieter Kretschmar               | GRÜNE             | 7.278       | 5,6         | 5.016        | 3,9          |
|                             | –                               | BSA               | –           | –           | 32           | 0,0          |
|                             | Steffen Haugk                   | LIGA              | 1.803       | 1,4         | 1.088        | 0,8          |
|                             | −                               | DIE GRAUEN        | –           | –           | 664          | 0,5          |
|                             | −                               | REP               | –           | –           | 2.196        | 1,7          |
|                             | –                               | KPD               | –           | –           | 59           | 0,0          |
|                             | –                               | NPD               | –           | –           | 353          | 0,3          |
|                             | –                               | ÖDP               | –           | –           | 177          | 0,1          |
|                             | –                               | Patrioten         | –           | –           | 11           | 0,0          |
|                             | –                               | SpAD              | –           | –           | 22           | 0,0          |
|                             | –                               | VAA               | –           | –           | 101          | 0,1          |
| Gesamt                      | Gesamt                          | Gesamt            | 129.372     | 100         | 130.272      | 100          |
|                             |                                 |                   |             |             |              |              |
| Ungültige Stimmen           | Ungültige Stimmen               | Ungültige Stimmen | 3.472       | 2,6         | 2.572        | 1,9          |
| Wähler                      | Wähler                          | Wähler            | 132.844     | 81,4        | 132.844      | 81,4         |
| Wahlberechtigte             | Wahlberechtigte                 | Wahlberechtigte   | 163.146     |             | 163.146      |              |
|                             |                                 |                   |             |             |              |              |
| Quellen: Statistik Sachsen, |                                 |                   |             |             |              |              |

## Wahlkreissieger
| Wahl | Name               | Partei | Erststimmen |
| ---- | ------------------ | ------ | ----------- |
| 1998 | Günter Baumann     | CDU    | 40,2 %      |
| 1994 | Wolfgang Engelmann | CDU    | 54,4 %      |
| 1990 | Wolfgang Engelmann | CDU    | 54,8 %      |